# Сотникова, Елена Викторовна
Елена Викторовна Сотникова (род. 29 апреля 1961) — советская и российская актриса театра и кино, преподаватель. Заслуженная артистка Российской Федерации (2001).

## Биография
Елена Сотникова родилась 29 апреля 1961 года. В 1982 году окончила театральное училище им. Б. В. Щукина (курс Л. В. Ставской). В том же году начала играть в театре им. Евг. Вахтангова.
С 2004 года — преподаватель на кафедре художественного слова в Театральном училище имени Б. В. Щукина.

## Награды
- Орден Дружбы (10 сентября 2021 года) — за большой вклад в развитие отечественной культуры и искусства, многолетнюю плодотворную деятельность[1].
- Медаль «За веру и добро» (2017, Кемеровская область) — за значительный вклад в сохранение и приумножение ценностей театрального и киноискусства, верное служение своему профессиональному долгу, уникальный талант, богатый творческий потенциал, высочайшую самоотдачу, веру в добро и любовь к жизни[2].
- Заслуженная артистка России (2001).

## Творчество

### Работы в театре

#### Театр имени Е. Вахтангова
- «Леший» — Соня
- «Роза и крест» — Алиса
- «Мистерия Буфф» — жена Негуса
- «Лето в Ноане» — Мадлен
- «Дамы и гусары» — Фрузя
- «Анна Каренина» — Китти
- «Три возраста Казановы» — Генриетта
- «Мария Тюдор» — Джейн
- «Маленькие трагедии» — Донна Анна
- «Ключ к сновидениям» — девушка
- «Зойкина квартира» — мадам Иванова
- «Государь ты наш, батюшка…» — Екатерина I
- «Notre amour» — Наша любовь
- «Чудо святого Антония» — Ортанс
- «Лев зимой» — Элинор
- «Без вины виноватые» — Любовь Ивановна Отрадина
- «Принцесса Турандот» — Адельма
- «Белый кролик» — Мирта
- «Ночь игуаны» — Хильда
- «Дядюшкин сон» — Софья Петровна Фарпухина
- «Калигула» — Цезония
- «Пиковая дама» — 1-я молодая девушка, княжна Полина
- «Сирано де Бержерак» — Лиза, мать Маргарита
- «Царская охота» — княгиня Екатерина Романовна Дашкова
- «Чулимск прошлым летом» — Хороших
- «Глубокое синее море» Теренса Рэттигана (реж. П. Сафонов, 2007) — Хестер
- «Последние луны» — Она
- «Игры одиноких» — Дженнифер

#### Другие театры
- «Закон вечности» — медсестра — Театр Пушкина
- «Маленькие трагедии» — Донна Анна — Театр на Малой Бронной
- «Братья Карамазовы» — Катерина Ивановна — Продюсерский центр Вадима Дубровицкого
- «Цена» — Эстер — Театр Антона Чехова
- «Цветок смеющийся» — Джоанна — Театр п/р Михаила Козакова
- «Серебряная рыбка» — продавщица рыбок — Национальный театр Исландии

### Фильмография
1. 1976 — Розыгрыш — эпизод[3]
2. 1981 — Кража — Конни, сестра Маргарет
3. 1981 — Любимая женщина механика Гаврилова — невеста
4. 1984 — Манька (одноимённая новелла)
5. 1984 — Через все годы — Надя
6. 1984 — Призываюсь весной — Настя Корнева
7. 1986 — Мужские тревоги — эпизод
8. 1991 — Московская любовь — эпизод
9. 1992 — Только не уходи — Ольга
10. 1993 — Способ убийства (Украина) — проститутка Анджелика
11. 1994 — Без вины виноватые — Любовь Ивановна Отрадина
12. 2000 — Дядюшкин сон — Софья Петровна Фарпухина
13. 2002 — Виллисы (Невесты) — эпизод
14. 2014 — Последние луны (телеспектакль) — Она

### Радиопостановки
- Ф. М. Достоевский «Дядюшкин сон»
- «Ночь светла»
- Записи на радио: Ги де Мопассан «Иветта», «Ожерелье», «Мадемуазель Фи-Фи»; рассказы Е. Кандаловой.